# التهاب الفرج
التهاب الفرج (بالإنجليزية: Vulvitis)‏ هو التهاب الجهاز التناسلي الخارجي للإناث (الأشفار، البظر ومدخل المهبل). قد يكون الالتهاب ناجما عن عدد من الاصابات المختلفة لأن الفرج يصاب بالالتهاب في كثير من الأحيان عند وجود التهاب في المهبل، ويشار في بعض الأحيان إلى التهاب المهبل بالتهاب المهبل والفرج.